# Кућа толеранције
Кућа толеранције (фр. L'Apollonide: Souvenirs de la maison close) француска је костимирана филмска драма у режији и по сценарију Бернарда Бонела из 2011. Филм приказује групу од дванаест проститутки и њихов заједнички живот у борделу на самом крају деветнаестог века. Све сцене, осим једне, одигравају се у затвореној кући, сугеришући затворен и клаустрофобичан живот међу зидовима бордела и репетативну свакодневицу. Филм нема развијен заплет већ је састављен од више или мање самосталних заокружених епизода. Такође, ликови нису индивидуализовани, те се гледалац не идентификује са посебним судбинама, већ заједничком трагедијом и положајем дванаест девојка.
Осим раскошне сценографије и костима Кућу толеранције одликује раскошна филмска фотографија у јарким бојама. Директорка фотографија Жозе Дезе, иначе Бонелова супруга, на овај начин је визуелни аспект филма повезала са дугом и богатом традицијом француског сликарства на чијим су платнима често позирале проститутке. Свој осврт на женску проституцију режисер је објаснио речима: На основу слика и књига стекли смо идеју како су изгледале те „затворене куће“, али то је све из мушке перспективе. Сликари су ишли кућама и сликали, писци су се затварали у своје собе и писали. А ја сам хтео да прикажем како су те жене гледале на мушкарце, који су их посматрали.
Кућа толеранције премијерно је приказан на 64. Канском фестивалу у оквиру званичног такмичарског програма, док је у Србији премијерно приказан на 17. Фестивалу ауторског филма. Наишао је на позитивне филмске критике. Роџер Иберт га је оценио са три и по звездице од могућих четири, истакнувши да је у питању остварење са елегатним и детаљном продукцијом о елитној јавној кући, где запосленице живе затворене као у манастиру или затвору. Ноан Кован га је у својој рецензији описао следећим речима: Високо стилизован осврт Бертранда Бонела на последње дане париског бордела са краја 19. века дочарава клонулу лепоту и аутентичну сексуалност француског сликарства романтизма. Његова визуелна раскош позиционира се негде између Енгра и Реноара, али са стилским провокацијама достојних Бодлера који је допутовао у данашње време. Био је номинован за осам француских националних филмских награда Цезар, освојивши награду у категорији најбољи костим.